# Fenetilin
Fenetilin je učinkovina iz skupine stimulansov. Gre za sozdravilo amfetamina in teofilina in hkrati njuno predzdravilo. Kot zdravilo, ki se je uporabljalo kot psihostimulans, je bil fenetilin na trgu pod različnimi zaščitenimi imeni: Captagon, Biocapton in Fitton. Danes je v večini držav prepovedan, na trgu pa je predvsem kot prepovedana droga, zlasti razširjen je na Bližnjem vzhodu. Preprodaja fenetilina je v Siriji postala ena od glavnih virov financiranja Asadovega režima med sirsko državljansko vojno. Po ocenah je bila Sirija v tem obdobju poglavitna proizvajalka fenetilina v svetovnem merilu, in sicer je proizvedla okoli 80 % svetovnih količin mamila. Ko so konec leta 2024 sirski uporniki zavzeli sirsko prestolnico Damask, so najdene velike količine fenetilina po poročanju medijev uničili.

## Zgodovina
Fenetilin je kot zdravilo leta 1961 razvilo nemško podjetje Degussa AG in je bil v klinični uporabi okoli 25 let. Uporabljal se je kot blažja različica amfetamina in sorodnih učinkovin. Uporabljali so ga za uporabljali za zdravljenje hiperaktivnosti, narkolepsije in depresije. Njegova glavna prednost je bila, da primerljivi odmerki povzročijo manjše zvišanje krvnega tlaka kot amfetamin in se je zato lahko uporabljal tudi pri bolnikih s srčno-žilnimi boleznimi.
Veljalo je, da je manj zasvojljiv kot amfetamin, vendar so ga kasneje v večini držav zaradi zasvojljivosti prepovedali, zlasti potem, ko ga je leta 1986 Svetovna zdravstvena organizacija uvrstila na seznam prepovedanih mamil.

## Farmakologija
V molekuli fenetilina sta teofilin in amfetamin kovalentno povezana preko alkilne verige. V telesu se po presnovi sprostita amfetamin (24,5 % peroralnega odmerka) in teofilin (13,7 % peroralnega odmerka). Obe učinkovini delujeta kot psihostimulansa in delovanje fenetilina tako temelji na učinku obeh učinkovin v sozdravilu, vendar delovanje ni povsem pojasnjeno in verjetno gre tudi za sinergistično delovanje obeh aktivnih učinkovin. Farmakološko delovanje samega fenetilina pred njegovo presnovo prav tako ni povsem poznano; podatki kažejo, da tudi nepresnovljeni fenetilin neposredno deluje na različne serotoninske receptorje.

## Zloraba in preprodaja
Po prepovedi fenetilina se je pojavil črni trg. Pojavili so se tajni laboratoriji za proizvodnjo mamila, nedovoljena proizvodnja se je razširila zlasti v Bolgariji. Tihotapske poti so potekale čez Turčijo do Arabskega polotoka, kjer je bilo povpraševanje že takrat največje. Povpraševanje po mamilu je v Evropi začelo upadati, zato se je v 90. letih začela proizvodnja seliti na Bližnji vzhod.
Zloraba fenetilina je razširjena na Bližnjem vzhodu, kjer ga imenujejo z nekdanjim zaščitenim imenom captagon (oziroma poslovenjeno kaptagon). Fenetilin je prepovedana droga tudi tam, na trgu pa je kljub temu velika količina nelegalno proizvedenega mamila.
Proizvodnja fenetilina in njegov izvoz je postal pomemben vir financiranja sirijske vlade pod vodstvom Asada. Proizvodnja je razcvet doživela leta 2011, ko je v državo zajela državljanska vojna. Po ocenah je Asadov režim s prodajo fenetilina pridobil več kot 90 % denarja v tujih valutah. Asadov režim je po ocenah leta 2022 s preprodajo zaslužil 57 milijard ameriških dolarjev, kar je trikrat več od zaslužka mehiških mamilarskih kartelov od preprodaje mamil. V trgovini s fenetilinom je s sirskimi oblastmi tesno sodeloval tudi Hezbolah, ki ima svoje laboratorije v Libanonu. Po padcu Asadovega režima v Siriji decembra 2024 so sirski uporniki v Damasku našli v zapuščenih prostorih velike količine mamila. Po poročanju medijev so uporniki zasežen fenetilin uničili.